# Елк-Крік (Небраска)
Елк-Крік (англ. Elk Creek) — селище (англ. village) в США, в окрузі Джонсон штату Небраска. Населення — 69 осіб (2020).

## Географія
Елк-Крік розташований за координатами 40°17′18″ пн. ш. 96°7′37″ зх. д. / 40.28833° пн. ш. 96.12694° зх. д. (40.288253, -96.126943).  За даними Бюро перепису населення США в 2010 році селище мало площу 0,34 км², уся площа — суходіл.

## Демографія
Згідно з переписом 2010 року, у селищі мешкало 98 осіб у 47 домогосподарствах у складі 29 родин. Густота населення становила 292 особи/км².  Було 57 помешкань (170/км²).
Расовий склад населення:
| - 96,9 % — білих - 2,0 % — корінних американців - 1,0 % — чорних або афроамериканців |

До двох чи більше рас належало 0,0 %. Частка іспаномовних становила 3,1 % від усіх жителів.
За віковим діапазоном населення розподілялося таким чином: 15,3 % — особи молодші 18 років, 59,2 % — особи у віці 18—64 років, 25,5 % — особи у віці 65 років та старші. Медіана віку мешканця становила 48,4 року. На 100 осіб жіночої статі у селищі припадало 104,2 чоловіків;  на 100 жінок у віці від 18 років та старших — 102,4 чоловіків також старших 18 років.
За межею бідності перебувало 19,6 % осіб, у тому числі 25,0 % дітей у віці до 18 років та 19,2 % осіб у віці 65 років та старших.
Цивільне працевлаштоване населення становило 68 осіб. Основні галузі зайнятості: виробництво — 20,6 %, освіта, охорона здоров'я та соціальна допомога — 16,2 %, фінанси, страхування та нерухомість — 13,2 %, сільське господарство, лісництво, риболовля — 11,8 %.